# ワールド・オブ・フローズン
- ディズニーパーク > ワールド・オブ・フローズン

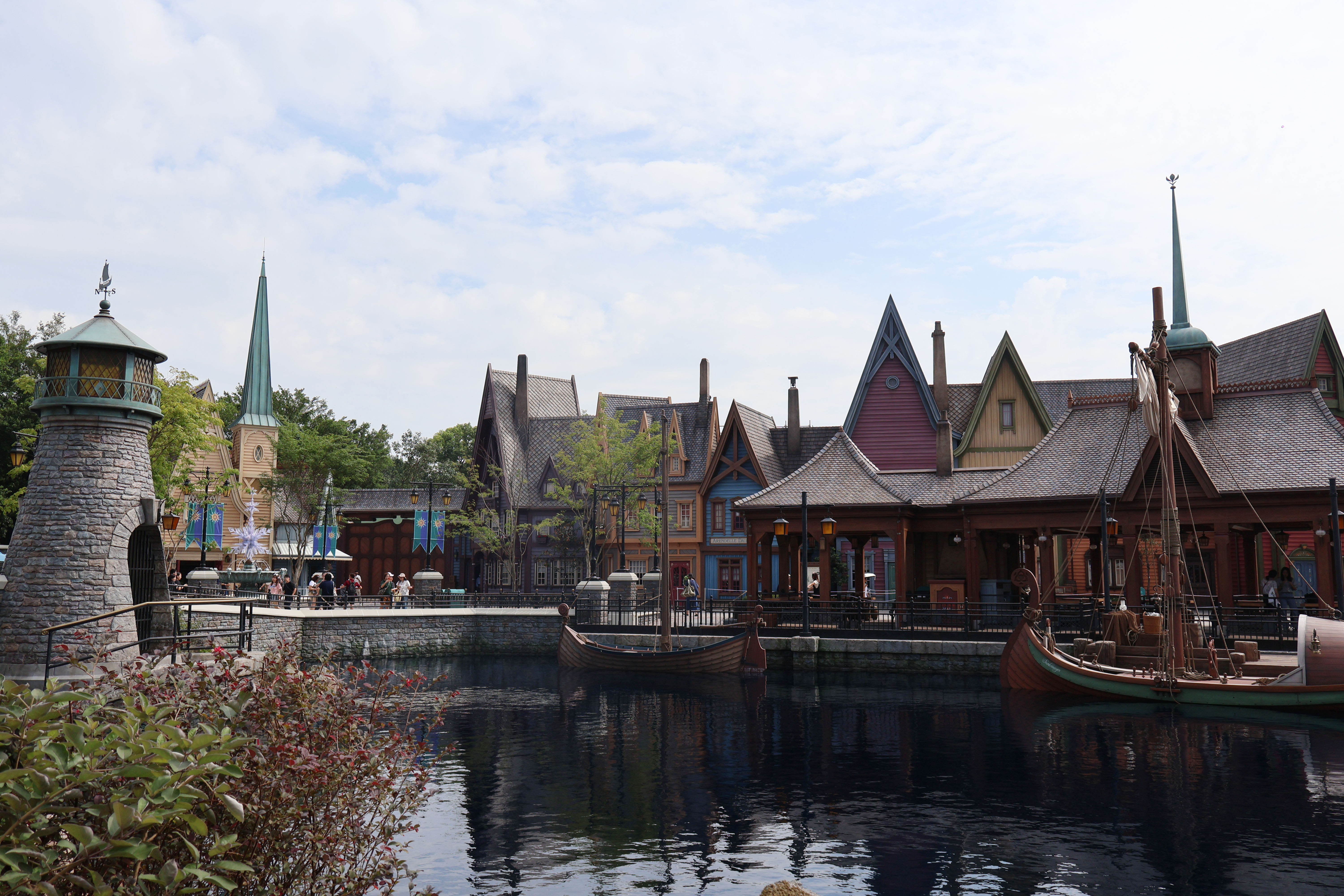
香港ディズニーランドのワールド・オブ・フローズン

  - ディズニーランド・パリ > ウォルト・ディズニー・スタジオ・パーク > ワールド・オブ・フローズン

ワールド・オブ・フローズン (World of Frozen) とは、ウォルト・ディズニー・スタジオ・パークと香港ディズニーランドでウォルト・ディズニー・イマジニアリングが建設中の「アナと雪の女王」をテーマとしたエリアである。パリでは「キングダム・オブ・アレンデール (Kingdom of Arendelle) 」の名称である。

## ワールド・オブ・フローズンが存在するパーク
- 香港ディズニーランド（香港ディズニーランド・リゾート）

## ワールド・オブ・フローズンが建設中のパーク
- ウォルト・ディズニー・スタジオ・パーク（ディズニーランド・パリ）

## 来歴
2018年2月27日、ディズニー社のCEO、ロバート・A・アイガーはパリのエリゼー宮でフランス大統領のエマニュエル・マクロンと共に20億ユーロを投資してパークを拡張することを発表。映画『スター・ウォーズ』シリーズの「スター・ウォーズ:ギャラクシーズ・エッジ」、『マーベル・シネマティック・ユニバース』シリーズのエリア「アベンジャーズ・キャンパス」とともに映画『アナと雪の女王』をテーマにしたエリアを2021年から建設予定と発表した。
2022年9月11日のD23 Expoで香港の「ワールド・オブ・フローズン」エリアが2023年の下半期オープン予定と発表。後にオープン日を2023年11月20日と発表。

## ストーリー
「アナと雪の女王」の物語の後日、アレンデール王国は“永久に”門を開いた状態となりアレンデールでは「Official Summer Snow Day」が開催されている…

## 各施設の紹介

### 香港ディズニーランド

#### アトラクション
- フローズン・エバー・アフター (Frozen Ever After)
- ワンダリング・オーケンズ・スライディング・スレイズ (Wandering Oaken’s Sliding Sleighs) - 世界で唯一、アナと雪の女王に登場する山小屋の主人のオーケンのソリをテーマにしたローラーコースタータイプのライド[5]。

#### レストラン
- ゴールデン・コーラス・イン (Golden Crocus Inn)

#### ショップ
- ティックトック・トーイズ・アンド・コレクティビティーズ (Tick Tock Toys & Collectibles)

### ウォルト・ディズニー・スタジオ・パーク

#### 建設中のアトラクション
- フローズン・エバー・アフター (Frozen Ever After)